# Linie následnictví norského trůnu
Následnictví norského trůnu užívá nově rozšířeného systému absolutní rovné primogenitury a to od roku 1990. Do té doby se v Norsku používalo od roku 1163 agnatické primogenitury, tj. ženy a jejich potomci mohli zdědit trůn až poté, co nebylo mužských členů rodu. 
Pro osoby narozené mezi roky 1970 a 1990, jako například Marta Louisa, (*1971) platila jako následnický řád klasická (mužská) primogenitura, tj. z otce na nejstaršího syna; pokud není synů, tak nejstarší dcera.
Podle absolutní rovné primogenitury je dědicem trůnu nejstarší (prvorozený) potomek předchozího krále a královny bez ohledu na pohlaví. Takto nově ustanovená linie následnictví trůnu neplatí retrospektivně, ale až od narození princezny Ingrid Alexandry (2004). To znamená, že má přednost před svým mladším bratrem Sverrem Magnusem, ale její otec Haakon Magnus má stále přednost před svou starší sestrou, princeznou Martou Luisou.

## Současná linie následnictví
Linie následnictví norského trůnu je následující:
- JV král Haakon VII. (1872–1957)
  -   JV král Olaf V. (1903–1991)
    -   JV král Harald V. (*1937)
      - (1) JKV korunní princ Haakon Magnus (*1973)
        - (2) JKV princezna Ingrid Alexandra (*2004)
        - (3) JV princ Sverre Magnus (*2005)

      -  (4) JV princezna Märtha Louise (*1971)
        - (5) Maud Angelica Behn (*2003)
        - (6) Leah Isadora Behn (*2005)
        - (7) Emma Tallulah Behn (*2008)

Všichni zákonní potomci krále Haakona VII. a jeho manželky královny Maud (kteří nejsou katolického vyznání) jsou podle zásad mužské primogenitury v linii následnictví britského trůnu. Nejblíže k němu je král Harald V., který je 68. v pořadí.